# Styliceps striatus
Styliceps striatus är en skalbaggsart som först beskrevs av Voet 1778. Styliceps striatus ingår i släktet Styliceps och familjen långhorningar.
Artens utbredningsområde är:
- Guyana.
- Nicaragua.
- Panama.
- Surinam.

Inga underarter finns listade i Catalogue of Life.